# Jakob Zupančič (znanstvenik)
Jakob Zupančič, slovenski gimnazijski profesor matematike in fizike, * 11. julij 1871, Sela pri Šmarju, † 20. avgust 1939, Ljubljana.

## Življenje in delo
Zupančič je obiskoval klasično gimnazijo v Ljubljani (1882–1891), študiral matematiko in fiziko na Dunaju (1891–1896) in 1897 opravil državni izpit za profesorja iz obeh predmetov. Od 1896 je učil na gimnaziji v Kranju, 1898 prišel na klasično gimnazijo v Ljubljano, 1901–1903 učil tudi računstvo in knjigovodstvo na Tehniški srednji šoli v Ljubljani in do začetka 1. svetovne vojne poučeval še na drugih šolah v Sloveniji. Prva svetovna vojna ga je pregnala v Ljubljano. V letih 1915–1918 je učil na realki v Ljubljani, avgusta 1918 je prevzel vodstvo gimnazije v Gorici. Po italijanski zasedbi se je  vrnil v Ljubljano, septembra 1919 pa postal ravnatelj realne gimnazije v Mariboru. Po upokojitvi 1932 je živel v Ljubljani.
Zupančič je bil dober in zelo razgledan pedagog. Po smrti kolega Blaža Matka je priredil in dopolnil več njegovih rokopisnih učbenikov. Zanimal se je za letalstvo, napisal kratko zgodovino letalstva V zračnih višinah (1902) ter prvo slovensko knjigo s tega področja Črtice o zrakoplovstvu in aviatiki (1911). V njej kratko obravnava teorijo in prakso letenja z baloni in letali in omenja slovenske pionirje Alfonza Kjudra, Ivana Renčlja, Edvarda Rusjana in druge. Knjiga je tudi tehten prispevek k slovenski terminologiji.
Obsežno je bilo Zupančičevo praktično znanje v botaniki. Z Alfonzom Pavlinom je hodil na izlete, mu pomagal nabirati in določati rastline.  Kot vnet planinec je prehodil vse slovenske gore, v letih 1909–1911 je objavljal članke v Planinskem vestniku.

## Zunnje povezave
- Gspan-Prašelj Nada, Sitar Sandi. »Zupančič Jakob«. Slovenski biografski leksikon. Ljubljana: ZRC SAZU, 2013 – prek Slovenska biografija.